# Benim Tatlı Yalanım
Benim Tatlı Yalanım (en español: Mi mentira más dulce) es una serie de televisión turca emitida en Star TV. La ficción, protagonizada por Furkan Palalı y Aslı Bekiroğlu, se emitió entre el 13 de junio y el 28 de diciembre de 2019.

## Trama
Nejat (Furkan Palalı) es un ejecutivo de publicidad que vive con su hija Kayra (Lavinya Ünlüer), quien no sabe que su madre los abandonó cuando ella era solo un bebé y piensa que está en África ayudando a otros niños, pero que algún día volverá. Un día, Nejat busca varios lugares para grabar un anuncio y entra en un café cuyo propietario es Sevket (Ahmet Saraçoğlu), el padre de Suna. Allí se encuentra con Suna (Aslı Bekiroğlu), y es expulsado al creer esta que es un especulador inmobiliario. Poco después, arrepentida, Suna acude a casa de Nejat para pedirle perdón durante la celebración del cumpleaños de Kayra. La pequeña se pone muy contenta al verla y su padre, para no decepcionarla, le dice que Suna es su madre.

## Reparto
- Furkan Palalı como Nejat Yılmaz
- Aslı Bekiroğlu como Suna Doğan
- Lavinya Ünlüer como Kayra Yılmaz
- Gonca Sarıyıldız como Hande Eymen
- Aslı İnandık como Saniye Doğan
- Cem Zeynel Kılıç como Hayri Hiçdurmaz
- Sadi Celil Cengiz como Rafet Doğan
- Seda Türkmen como Burcu Eren
- Ali Yoğurtçuoğlu como Serkan Demir
- Ahmet Saraçoğlu como Şevket Doğan
- Tuncay Kaynak como Ekrem

## Temporadas
| Temporada | Temporada | Episodios | Rango de episodios | Emisión original    | Emisión original        |
| Temporada | Temporada | Episodios | Rango de episodios | Inicio              | Final                   |
| --------- | --------- | --------- | ------------------ | ------------------- | ----------------------- |
|           | 1         | 28        | 1 - 28             | 13 de junio de 2019 | 28 de diciembre de 2019 |